# Селбеджелу-Ноу
Селбеджелу-Ноу (рум. Sălbăgelu Nou) — село у повіті Караш-Северін в Румунії. Входить до складу комуни Саку.
Село розташоване на відстані 341 км на північний захід від Бухареста, 32 км на північний схід від Решиці, 68 км на схід від Тімішоари.

## Населення
За даними перепису населення 2002 року у селі проживали 259 осіб.
Національний склад населення села:
| Національність | Кількість осіб | Відсоток |
| -------------- | -------------- | -------- |
| українці       | 211            | 81,5%    |
| румуни         | 39             | 15,1%    |
| німці          | 9              | 3,5%     |

Рідною мовою назвали:
| Мова       | Кількість осіб | Відсоток |
| ---------- | -------------- | -------- |
| українська | 206            | 79,5%    |
| румунська  | 44             | 17,0%    |
| німецька   | 9              | 3,5%     |